# Vangelo di Miroslav

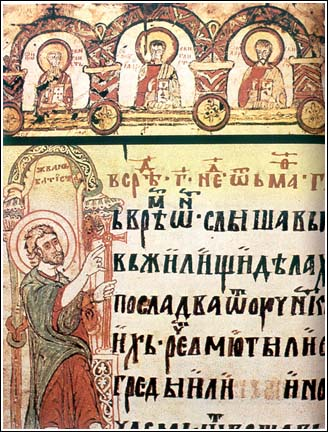
Il Vangelo di Miroslav.

Il Vangelo di Miroslav (in serbo Мирослављево Јеванђеље?) è un manoscritto miniato di 362 pagine scritto in pergamena con decorazioni molto ricche, contenente un Evangeliario. Esso è uno degli esempi più antichi dell'antico slavo ecclesiastico e rappresenta il documento più significativo e prezioso del patrimonio culturale serbo.
È conservato al Museo Nazionale di Serbia di Belgrado.